# Южіно
Южіно (рос. Южино) — присілок у Коливанському районі Новосибірської області Російської Федерації.
Входить до складу муніципального утворення Сидоровська сільрада. Населення становить 276 осіб (2010).

## Історія
Згідно із законом від 2 червня 2004 року органом місцевого самоврядування є Сидоровська сільрада.

## Населення
| 2002 | 2007 | 2010 |
| ---- | ---- | ---- |
| 416  | ↗470 | ↘276 |